# フランスパン (同人サークル)
フランスパン（Soft Circle French-Bread）は、同人ゲームサークル。

## 概要
『魔物ハンター舞』・『えあふり』・『THE QUEEN OF HEART』・『PARTY'S BREAKER』・『MELTY BLOOD』など数多くのゲームを発表してきた渡辺製作所のメンバーによって2003年に設立された。2012年9月20日に初の商業オリジナル作品『UNDER NIGHT IN-BIRTH』（アンダーナイト インヴァース）をリリース。
サークル名の由来は、代表のなりたのぶやが渡辺製作所の設立以前に所属していた同人サークルの名前をそのまま再利用したことによるもの。従って、フランスパンという同人サークルには新旧2種類のものが存在することになるが、ここでは新しい方についてのみ記載する。

## 商業作品
UNDER NIGHT IN-BIRTH
2012年9月20日稼動のアーケード用対戦格闘ゲーム。『MELTY BLOOD Act Cadenza』と同じくエコールソフトウェアが販売。ALL.Net P-ras MULTI対応第1弾ソフト。
電撃文庫 FIGHTING CLIMAX
2014年3月18日稼動のアーケード用対戦格闘ゲーム。SEGA発売によるALL.Net P-ras MULTI対応ソフト。
MELTY BLOOD: TYPE LUMINA
2021年発売の家庭用ゲーム機など(Nintendo Switch、PlayStation 4、Xbox One、Steam)用対戦格闘ゲーム。原作ゲーム『月姫』のリメイク版である『月姫 -A piece of blue glass moon-』に準拠した世界観に改められ、ゲームシステムも一新されている。発売はディライトワークス。

## 同人作品
Rosa Chinensis Four hand -紅薔薇連弾-
2003年5月頒布の旗揚げ作品。人気小説『マリア様がみてる』を題材に取った縦スクロールタイプのシューティングゲーム。発行部数が極めて少ない上重版もされず、幻のデビュー作となった。
バイクバンディッツ
2003年8月17日頒布。メンバーの来兎がかつて制作に関わった横スクロールタイプシューティングゲーム『ウィザーズスター』（1997年発表、NEXT）のリメイク。渡辺製作所時代を含め、初のオリジナル作品である。
主題歌「flyHigh」は片霧烈火が歌い、サウンドトラック盤「サントラバンディッツ」にはのちに来兎とともに音楽ユニット「風葉」を組むこととなるりお☆るか（現:綾菓）も参加した。
どりるみるきーぱんち
2003年11月日頒布。近年では珍しいクォータービュー（斜め見下ろし）タイプのアクションゲーム。『マブラヴ』などアージュ製ゲームのキャラクターが、全方位から来る敵を攻撃する。
MELTY BLOOD Re・ACT
2004年5月30日頒布。『MELTY BLOOD』のアップグレードディスク。
RAGNAROK BATTLE OFFLINE（日本語版） / RAGNAROK BATTLE（日本国外版）
2004年12月30日頒布。MMORPG『ラグナロクオンライン』の世界観をベースにした横スクロールアクション。オリジナルはイラストレーター・南向春風が2002年に発表したフラッシュムービー『RAGNAROK BATTLE ONLINE』で、これを見た『ラグナロクオンライン』の開発元・韓国グラヴィティが渡辺製作所にゲーム化を要請したと言う経緯を持つ（グラヴィティは南向が渡辺製作所のメンバーであり、渡辺製作所は商業メーカーであると誤解していた節があったようだ）。後に技術的な問題からネットワークプレイを断念せざるを得なくなり、タイトルが「ONLINE」から「OFFLINE」に修正された。日本では当初の予定通りフランスパンの同人ソフトとして公開。2006年には主題歌「砂塵の彼方へ」がリリースされた。
韓国では『RAGNAROK BATTLE』の名前で、USBパッドと『ラグナロク…』のゲーム内アイテムを付属したPC版がグラヴィティより発売中、PSP版が発売予定となっている。
- 4Gamer、Gparaなど、企業が運営するゲームニュースサイトのライターに販売方式を間違えられたことがある。
- イニシャルでG社とは日本で『ラグナロクオンライン』を運営するガンホーではなくGravityのことで、ガンホーは本作には全く関わっていない。
- ゲーム中には日本の『ラグナロクオンライン』でよく見かける光景（（罠）BOTの逆毛剣士、溜め込み、トレイン、横殴り、通報しますた、等）や一部キャラクターの名前（バーチャルネットアコライトさやさや16歳、チェき14歳、歌唄いメセナ、Soul ～、GM001.Sei（ガンホー技術担当取締役：堀誠一）、GM012等）、ガンホー蔑称ネタなどブラックジョークが溢れている。これらの点についてフランスパンのなりたは「悪意があってやっているわけではないからグラヴィティとガンホーに文句を言わないでほしい」とコメントしている。

1. 開発の際、「FLASHの再現を望む『同志』として、海を越え、国を越えた熱い絆で結ばれた関係なのであります」とコメントした。
2. 韓国のPSP版リリース予定については「『断る理由がないので善処する』と日本人的に答えておきました」とコメントした。
3. 韓国発売の際に付属したゲーム内アイテムは、日本国内では様々な事情により決して発売されることは無いと考えられていたが、2008年2月21日にラグくじと呼ばれるアイテム課金の一種により実装される。

Extra Scenario Vol.1
2005年8月14日頒布。RAGNAROK BATTLE OFFLINEのアップグレードディスク。
新たに地下水道と沈没船ステージ、アリーナモード全50面が加わった。エミル～とヨーグル～のβテスト準備で忙しいとのGMのセリフにフランスパンらしい皮肉が込められている。
Extra Scenario Vol.2
2005年12月30日頒布。RAGNAROK BATTLE OFFLINE2枚目のアップグレードディスク。
今回はおもちゃ工場、ピラミッドダンジョン、スフィンクスダンジョンの3箇所の新マップが追加され、キャラクターのレベル上限が少しだけ引き上げられた。
ちなみに現実の『ラグナロクオンライン』ではピラミッドダンジョンとスフィンクスダンジョンは大量のBOTが徘徊しており全く狩りにならない。もちろんRBOでもその光景はしっかりと見ることが出来る。
Extra Scenario Vol.3
2006年5月21日頒布。RAGNAROK BATTLE OFFLINE3枚目のアップグレードディスク。
新たにアマツが追加される。
現行RBOにおいて一連のアップグレードとしてはこのディスクをもって最終版とされる。
追加要素が前2作に比べ少ないことから、ラグフェス13での頒布は主題歌シングルCD「砂塵の彼方へ」のおまけという形で行われた。
同人ショップにも少数が委託されたが、こちらも単品での委託は難しいとの理由から、同様のセットでの委託となっている。
MELTY BLOOD Re・ACT -Final Tuned-
2006年7月3日に秋葉原のメロンブックス、とらのあな、メッセサンオーの3店で配布された。『MELTY BLOOD Re・ACT』のアップグレードディスク。
アーケード版『MELTY BLOOD Act Cadenza』により近い調整がされた。
山百合連弾
2005年12月30日の冬コミで頒布。紅薔薇連弾と同じく、『マリア様がみてる』を題材とした、サイドビュー形式のアクションゲーム。
小鳩ヶ丘高校女子ぐろ〜部 Gleam of Force
2008年8月16日夏コミで頒布。南向春風の制作した一次創作FLASHムービーのゲーム化。渡辺製作所時代にゲーム化された『GLOVE ON FIGHT』と同じような経緯である。略称も同じく「GOF」、またはタイトルの後ろを取って「ぐろ～部」。
ルナリア
フランスパンの別ブランド「ホットパルス」が制作した、横スクロールシューティングゲーム。内容はスコアアタックとオーソドックスである。

## 主要メンバー
渡辺製作所時代からの慣習として、プロデューサーは「主犯」と表記される。
- なりたのぶや（プロデューサー）
- 来兎（音楽/プロデューサー）※2004年に離脱していると本人によるツイート
- 藤崎豊<「F氏」とも>（プログラム）
- のはら～（プログラム）
- わがつまたけひこ（グラフィック:エフェクト）
- 我上院（グラフィック:ドット）
- 吉原ほのか（グラフィック:ドット）
- GHQ（グラフィック:背景・彩色）